# 紫珠
紫珠（学名：Callicarpa bodinieri）是马鞭草科紫珠属的植物。

## 形态
落叶直立灌木；狭倒卵形叶子对生，上半部边缘有粗锯齿，两面通常无毛；聚伞花序腋生，秋季开紫色花，花序柄较叶柄长；小球形果实，紫色美丽。

## 分布
分布在越南以及中国大陆的湖北、广西、江西、安徽、浙江、湖南、河南、广东、云南、贵州、江苏、四川等地，生长于海拔200米至2,300米的地区，多生长于林中、林缘及灌丛中，目前尚未由人工引种栽培。

## 别名
珍珠枫、漆大伯（四川） 大叶鸦鹊饭（江西） 白木姜（贵州）

## 异名
- Callicarpa bodinieri Levl. var. iteophylla C. Y. Wu
- Callicarpa bodinieri Levl. var. rosthornii (Diels) Rehd.
- Callicarpa rosthornii (Diels) Rehd.